# Kerstin Schweighöfer
Kerstin Schweighöfer (née en 1960) est une journaliste allemande.

## Biographie
Kerstin Schweighöfer grandit à Engen et est élève du Friedrich-Wöhler-Gymnasium à Singen.
Après l'abitur en 1979, elle intègre le bureau de Singen du Südkurier et étudie la romanistique, les sciences politiques et l'histoire de l'art à Munich et à Lyon. Après avoir obtenu son diplôme de maîtrise en 1986, elle a fréquenté l'école de journalisme Henri-Nannen à Hambourg.
En 1984, elle est la porte-parole de l'Allemagne au Concours Eurovision de la chanson.
Depuis 1992, elle vit aux Pays-Bas en tant qu'écrivaine indépendante, correspondante à l'étranger et présentatrice aux Pays-Bas. Elle travaille principalement pour les stations de radio ARD, Deutschlandfunk et Deutschlandfunk Kultur, le magazine d'art Art et les quotidiens Luxemburger Wort et Der Standard.
De 2007 à 2013, Kerstin Schweighöfer préside l'association de la presse étrangère aux Pays-Bas BPV-FPA. Elle est également membre fondatrice de Weltreporter e.V., le plus grand réseau de correspondance étrangère gratuite en langue allemande. Elle en est la présidente de 2015 à 2017.
En 2021, elle épouse le commissaire de la police criminelle à la retraite Dieter Quermann.

## Source de la traduction
- (de) Cet article est partiellement ou en totalité issu de l’article de Wikipédia en allemand intitulé « Kerstin Schweighöfer » (voir la liste des auteurs).